# Asnæs (by)
 For alternative betydninger, se Asnæs. (Se også artikler, som begynder med Asnæs)
Asnæs er en stationsby i Nordvestsjælland med 3.102 indbyggere  (2024), beliggende i Odsherred under Asnæs Sogn. Byen ligger i Odsherred Kommune og tilhører Region Sjælland.
I Asnæs finder man både en svømmehal, en idrætshal, en folkeskole, der hedder Bobjergskolen, og Odsherreds Gymnasium. I byen er der også indkøbscentret Asnæs Centret. Centralt i byen ligger Asnæs Station på Odsherredsbanen, herfra er der togforbindelser med Lokaltog, både mod Holbæk og Nykøbing Sjælland.
Odsherreds Museum har til huse i Hvide Hus i Asnæs, og syd for byen ligger frilandsmuseet Ulvsborg Historisk Værksted. Desuden findes Odsherred Brandmuseum og Huset i Asnæs.
Den tidligere landsholdsspiller i fodbold, Christian Poulsen, kommer fra Asnæs, og han spillede i ungdomsperioden i Asnæs Boldklub.

## Etymologi
Efterleddet -næs betegner et fremspring på kysten. Forleddet henviser til træet ask.

## Historie
Asnæs var en landsby beliggende lige ved Lammefjorden.
I 1682 bestod Asnæs af 23 gårde og 2 huse med jord. Det samlede dyrkede areal udgjorde 716,3 tønder land skyldsat til 151,48 tønder hartkorn. Dyrkningsformen var trevangsbrug.
Omkring 1870 blev byen beskrevet således: "Asnæs ved Lamme-Fjordens inderste Vig med Kirken, Præstegaard, Skole, Veirmølle, Kjøbmandshandel".
I 1898 blev byen beskrevet således: "Asnæs (gml. Form Aasnæs), tidligere ved den inderste Vig af Lammefjord, med Kirke, Præstegd., Skole, Pogeskole, Forsamlingshus (opf. 1883), Lægebolig, Sparekasse (opr. 10/2 1867; 31/3 1895 var Sparernes saml. Tilgodehavende 64,473 Kr., Rentefoden 33/4 pCt., Reservefonden 4765 Kr., Antal af Konti 442), Andelsmejeri, Mølle, Købmænd og to Markeder aarl. i Apr. og Okt. med Kreaturer og Avlsredskaber". Asnæs fik jernbaneforbindelse i 1899.
Efter jernbanens anlæggelse voksede Asnæs: stationsbyen havde 504 indbyggere i 1906, 659 i 1911 og 647 i 1916. I 1911 var fordelingen efter næringsveje: 66 levede af landbrug, 298 af håndværk og industri, 122 af handel, 47 af transport. I 1915 beskrives byen som "Sogneby og opvoksende Stationsby .. med Kirke, Skole, Realskole, Asyl, Apotek. Vandværk, Sparekasse, Markedsplads, fl. industrielle Anlæg og Købmandsforretninger samt Station paa Odsherreds-Banen".
Asnæs fortsatte sin udvikling i mellemkrigstiden: byen havde 604 indbyggere i 1921, 736 i 1925, 830 i 1930, 770 i 1935 og 789 i 1940. I 1930 var fordelingen efter næringsveje: 45 levede af landbrug, 406 af håndværk og industri, 113 af handel, 42 af transport, 53 af immateriel virksomhed, 78 af husgerning, 93 var ude af erhverv. Samme år beskrives byen således: "Sogne- og Stationsby, havde (1925) 736 Indb. (1921: 604, 1916: 647). Der er Læge, Dyrlæge, Teknisk Skole, opført 1928 (Arkitekt Helbo), Andelsmejeri, Hotel, Filialer af Banken for Nykøbing S. og Omegn og af Holbæk og Omegns Bank, Margarinefabrik, Teglværk, Maskinfabrik m. m. samt Postekspedition og Telegrafstation."
Asnæs fortsatte sin udvikling efter 2. verdenskrig: byen havde 1.024 indbyggere i 1945, 961 i 1950, 976 i 1955, 1.120 i 1960 og 1.272 indbyggere i 1965.I 1950 var fordelingen efter næringsveje: 103 levede af landbrug, 386 af håndværk og industri, 146 af handel, 65 af transport, 85 af immateriel virksomhed, 159 var ude af erhverv og 17 havde ikke angivet indkomstgrundlag.

## Galleri
- "Huset i Asnæs"